# Druckhaus Galrev
Das Druckhaus Galrev (seltener Galrev und (fälschlich) Galrev Verlag) war ein deutscher Verlag mit Sitz im Prenzlauer Berg in Berlin, der von 1990 bis 2016 bestand.

## Geschichte
Das Druckhaus Galrev wurde kurz nach dem Mauerfall 1990 als Autorenverlag in Berlin-Prenzlauer Berg gegründet. Verlagssitz war Lychener Straße 73. Mit den Verlagen BasisDruck, Janus Press Gerhard Wolf und dem Ch. Links Verlag stellte das Druckhaus Galrev eine wichtige Verlagsneugründung Ostdeutschlands nach 1989 dar.
Nach ersten Vorgesprächen Ende 1989 trafen sich im Januar 1990 Ost-Berliner Autoren und Herausgeber der in der DDR im Eigenverlag erschienenen Zeitschriften Ariadnefabrik, Braegen, Liane und Verwendung. Geplant war die Herausgabe einer auflagenstarken Literaturzeitschrift für den Osten nach dem Vorbild der Literaturzeitschrift Lettre. Voraussetzung dafür schien die Gründung eines Verlags mit angeschlossener Druckerei und einem Café als Ort literarischer Öffentlichkeit und Kommunikation. Der Verlagsname Galrev und der Name des Literaturcafés Kiryl, Anagramme der Wörter Verlag und Lyrik, nehmen Bezug auf die sprachkritische Literatur des Prenzlauer Bergs der 1980er Jahre.
Am 4. Mai 1990 als Offene Handelsgesellschaft eingetragen, orientierte sich der Verlag in seiner Struktur am Modell des Rotbuch-Verlags, d. h. seine Mitarbeiter waren zugleich Gesellschafter. Verlagsgründer waren Sascha Anderson, Egmont Hesse, Henryk Gericke 1990–93, Andreas Koziol 1990–93, Klaus Michael (Michael Thulin) 1990–92, Rainer Schedlinski und Joerg Waehner 1990–92. In Ermangelung von Geschäftsräumen wurde der Verlag zunächst auf die Privatadresse von Klaus Michael eingetragen. Seit Herbst 1990 kamen der Kunsthistoriker Heinz Havemeister 1990–93, die Kritikerin Cornelia Jentzsch 1991–93 und die Fotografin Susanne Schleyer 1990–92 als Mitarbeiter hinzu. Als Geschäftsführer zeichneten Klaus Michael 1990–92 und Rainer Schedlinski verantwortlich, seit 1992 Egmont Hesse in Zusammenarbeit mit Rainer Schedlinski. Am 10. November 1990 wurden die Verlagsräume in der Lychener Straße 73 mit Gästen aus Literatur und Kunst, Presse und Politik eröffnet, unter ihnen u. a. Walter Momper und Tino Schwierzina. Die Eröffnung des Verlagscafés Kiryl, das zeitweise von Autoren (z. B. von Detlef Opitz) betrieben wurde, folgte Ende November 1990. Den Ausbau übernahm der Bildhauer Michael Blumhagen, bis zu seiner Ausbürgerung 1982 in der Jenaer DDR-Opposition im Umfeld u. a. von Matthias Domaschk und Roland Jahn aktiv. Nach ersten Verhandlungen mit der SOVA (Helmut Richter) erfolgte die Verlagsauslieferung ab 1991 durch das CVK-Cornelsen Verlagskontor.
Der Verlag wollte Autoren ein festes Forum bieten, die durch innovative ästhetische und poetologische Ansätze hervorgetreten waren bzw. bis 1989 nur im Selbstverlag veröffentlichen konnten. Es entsprach der Absicht, der Literatur- und Kunstszene des Prenzlauer Bergs und der im künstlerischen Samisdat erschienenen Literatur über das Ende der DDR hinaus Öffentlichkeit, überregionale Vertriebsstrukturen und eine institutionelle Verankerung zu geben. Hinzu kam die Auseinandersetzung mit verwandten literarischen Strömungen u. a. in England, Frankreich, Russland, Tschechien den USA und in den literarischen Szenen Westdeutschlands und Westberlins, die ab 1991 ihren Niederschlag im Verlagsprogramm fanden. Darüber hinaus wurden Autoren verlegt, die die DDR hatten verlassen müssen. Unternehmensidee war, mit der Verlagsdruckerei schnell und kostengünstig auf neue Entwicklungen zu reagieren, den Verlag durch Fremdaufträge zu finanzieren und mit namhafter Künstlern und Gestaltern die seit dem Expressionismus und auch in der DDR gepflegte künstlerische Tradition grafisch gestalteter Bücher, Mappen und Zeitschriften fortzusetzen. Kennzeichnend ist die hochwertige Gestaltung der Bücher und genreübergreifende Ansätze. Da es trotz wiederholter Ankündigungen nicht zur Herausgabe einer auflagenstarken, überregionalen Literaturzeitschrift kam (in Anspielung auf Samuel Beckett war eine Zeitschrift mit dem Titel Godeau im Gespräch), lag der Schwerpunkt des Verlagsprogramms auf Lyrik und experimenteller Literatur, auf Übersetzungen, Konzeptbüchern und Anthologien. Als erste Verlagspublikationen erschienen der Sammelband Abriss der Ariadnefabrik, der Texte der 1986–1990 herausgegebenen nicht offiziellen Zeitschrift gleichen Namens umfasste, und die Lyrikbände zehn von Stefan Döring und SoJa von Bert Papenfuß. Sie wurden im Oktober 1990 auf der Frankfurter Buchmesse präsentiert, waren aber noch nicht in der eigenen Druckerei hergestellt worden.
Nach ihrer Enttarnung als Inoffizielle Mitarbeiter des Ministeriums für Staatssicherheit der DDR im Oktober 1991 bzw. im Januar 1992 verließ Sascha Anderson bis Juni 1992 kurzzeitig den Verlag, Rainer Schedlinski ließ seine Funktionen ruhen, blieb aber Mitgesellschafter. Mit dem Mandat einer Autorenkonferenz vom Januar 1992 setzte der Verlag seine Arbeit fort. Nach Differenzen über den Umgang mit der Vergangenheit und weil eine grundsätzliche Neuausrichtung des Verlagsprogramms unter stärkerer Einbeziehung von Prosa, Essayistik und Dokumentation nicht möglich war, verließen ab Mitte 1992 zahlreiche Mitarbeiter den Verlag. Auch aufgrund des mit der Stasi-Debatte verbundenen Reputationsverlustes ging die Publikationstätigkeit seit Mitte der 1990er Jahre stark zurück und kam die Verlagstätigkeit bald darauf nahezu zum Erliegen. In der Folge wurde den Verlagsvertretern, dem Vertrieb und den Auslieferern gekündigt und der Verlag in einen Layout- und Druckbetrieb mit angeschlossener Lyrikproduktion umgewandelt. Insgesamt sind mehr als 100 Titel von Autoren u. a. aus Deutschland, England, Frankreich, Rumänien, Russland, Tschechien und den USA veröffentlicht worden. Egmont Hesse und Rainer Schedlinski verwalteten die Backlist und die Webseite des Verlages.

## Reihen
- Deutschsprachige Poesie und Übersetzungen
- Anthologien u. a.: Proë mit Texten von Gerhard Falkner, Durs Grünbein, Thomas Kling und Bert Papenfuß 1992, AMLIT, zeitgenössische US-amerikanische Dichtung, herausgegeben von Gerhard Falkner und Sylvère Lothringer 1992; Vogel oder Käfig sein. Kunst und Literatur aus unabhängigen Zeitschriften in der DDR 1979–1989, herausgegeben von Klaus Michael und Thomas Wohlfahrt 1992; Auf der Suche nach dem verlorenen Leid. Neue russische Literatur, übersetzt und herausgegeben von Katja Lebedewa 1994 oder Slam! Poetry. Heftige Dichtung aus Amerika 1995.
- qwert zui opü, eine von Egmont Hesse herausgegebene bibliophile Buchreihe, deren Name sich aus der oberen Buchstabenzeile der deutschen Tastaturbelegung ableitet. Herausgegeben wurden u. a. Evgen Bavčar, Andreas Koziol oder Ulrich Zieger
- Zeitschriften Warten. Das Magazin, herausgegeben von Rudolf Stoert (2 Nummern) und ein Doppelheft Tugendterror als Fortsetzung der Zeitschrift Niemandsland, herausgegeben von Wolfgang Dreßen und Durs Grünbein (1 Nummer)
- Schallplatten und CDs, "Die Audionauten im Druckhaus"

## Autoren
Verlegte Autoren waren unter anderem Richard Anders, Sascha Anderson, Thomas Böhme, Barbara Bongartz, Stefan Döring, Elke Erb, Gerhard Falkner, Henryk Gericke, Eberhard Häfner, Gino Hahnemann, Norbert Hummelt, Dzevad Karahasan, Andreas Koziol, Thomas Kunst, Anemone Latzina, Frank-Wolf Matthies, Oliver Mertins, Bert Papenfuß, A.R. Penck, Jürgen Ploog, Jörg Schieke, Dieter Schlesak, Kiev Stingl, Jacques Roubaud, Joerg Waehner, Paul M. Waschkau, Peter Waterhouse und Ulrich Zieger.
Darüber hinaus erschienen Übersetzungen u. a. von Fleur (Sakura) Wöss, Paul Durcan, Jáchym Topol, Jacques Roubaud, William Cowper und Gerard Manley Hopkins und Herausgaben (Schilda Komplex von Uwe Greßmann).